# Соларсити
Соларсити (на английски: SolarCity) е американска компания, специализирана в услугите за слънчева енергия. SolarCity продава и инсталира слънчеви панели за частни домове и компании в САЩ. През 2016 г. SolarCity се слива с Tesla, и днес предлага услуги за съхранение на енергия в допълнение към слънчевите панели, произведени с помощта на технологията на Tesla.
Председател на компанията е Илон Мъск.